# 氷の墓標 一柳和、3度目の受難
『氷の墓標 一柳和、3度目の受難』（こおりのはか いちやなぎなごむ、さんどめのじゅなん）は、2010年2月25日に日本一ソフトウェアから発売されたPlayStation Portable用ソフトで、推理アドベンチャーゲーム。

## あらすじ
第2作『奈落の城 一柳和、2度目の受難』で知り合った東欧の貴族アルノルト・フォン・ルロイ伯爵に招かれて再びヨーロッパを訪れることとなった和と日織。ルロイ家の分家シェードレ男爵家の前当主デリアの相続人探しに奔走していたアルノルトはシェードレ家所有の湖畔の城に二人を招いた。アルノルトが公務から戻るまで離れである湖上の館で待っていてほしいとの連絡を受けた和と日織だったが、その館の霊廟には悪魔を封印したという初代当主デリアの伝承があった。その館を舞台に再び事件に巻き込まれる。

## 登場人物
一柳 和（いちやなぎ なごむ）
167センチ、58キロ、22歳
本作の主人公。日本の大学の大学生。アルノルトに招かれて湖上の館を訪れるが、またしても事件に巻き込まれる。極度に恐がりな名探偵。英語をしゃべれるが、ドイツ語はしゃべれない。なお本作での日本語会話はほとんどが英語で行われている会話という設定になっている。
高遠 日織（たかとお ひおり）
178センチ、90キロ、27歳
売れない時代劇役者。シリーズ第1作『雨格子の館』以来の和の友人。和とともに湖上の館を訪れ、またしても事件に巻き込まれる。英語もドイツ語もしゃべれる。
アデーレ・フォン・ヴァイツ（Adele von Waitz）
162センチ、50キロ、18歳
ルロイ分家の貴族の娘。母親がシェードレ家前当主デリアの従姉妹であり、シェードレ家の相続候補者の一人。世間知らずで我がままだが、根は優しい。度胸や行動力があるが、逆境には弱く取り乱しがち。いわゆる「ツンデレ」なお嬢様。シェードレ家は初代が女性であったため代々女性の当主が多く、その慣習通りなら彼女が相続する可能性が高い。英語もドイツ語もしゃべれる。
ディルク・フォン・ローゼンハイン（Dirk von Rosenhain）
182センチ、75キロ、26歳
ルロイ分家の貴族の長男。シェードレ家の相続候補者の一人。英語がカタコトなうえ口数が少なく、素っ気ない態度が多い。マイペースで掴みどころがなく、底が見えないところがある。ゲーム中のグラフィックではあまり確認できないが、目が赤いらしく母親から疎まれている。
サー・ローレンツ・ドプナー（Sir Lorenz Dobner）
178センチ、71キロ、46歳
自称英国貴族。シェードレ男爵家の相続人候補者の一人。前作にも名前だけ登場している。嫌味で庶民を見下しているが、間の抜けたところが多い。言動が何かと胡散臭く、前作・本作の登場人物ほぼ全員から快く思われていない。霊廟の調査にやたらと執着している。英語もドイツ語もしゃべれる。
エリノア・ヘスラー（Ellinor Hasler）
170センチ、55キロ、30歳
ルロイ本家の女執事。真面目で仕事熱心で献身的。ドプナーの嫌味もアデーレの我がままも冷静に受け流すが、ルートによっては感情的になる場面も見せる。ルロイ本家においては前作の事件以降ディートリヒに代わってアルノルトを補佐することが多いという。英語もドイツ語もしゃべれる。
アヒム（Achim）
190センチ、90キロ、
湖上の館の霊廟の墓守をしているシェードレ家の使用人。 大柄で顔に生々しい傷があり、スキンヘッドという恐ろしい風貌の人物。斧の手入れをよくしている。前当主デリアに厚い忠誠心を持っているが、ルロイ本家や相続候補者3人のことは快く思っていない。英語もドイツ語もしゃべれる。
アルノルト・フォン・ルロイ（Arnold von Leroy）
179センチ、72キロ、19歳
ルロイ伯爵家の第23代当主。通称アル。ルロイ家の分家にあたるシェードレ家の相続人の選定を任されている。和と日織の友人であり、彼らをシェードレ家に招いた。前作に続いての登場であるが、本作での登場はわずかである。